# Étinehem
Étinehem és un municipi francès situat al departament del Somme i a la regió de Nord - Pas de Calais - Picardia. L'any 2007 tenia 313 habitants.

## Demografia

### Població

El 2007 la població de fet d'Étinehem era de 313 persones. Hi havia 136 famílies de les quals 40 eren unipersonals (32 homes vivint sols i 8 dones vivint soles), 48 parelles sense fills, 32 parelles amb fills i 16 famílies monoparentals amb fills.
La població ha evolucionat segons el següent gràfic:
Habitants censats

### Habitatges
El 2007 hi havia 210 habitatges, 137 eren l'habitatge principal de la família, 62 eren segones residències i 11 estaven desocupats. 174 eren cases i 1 era un apartament. Dels 137 habitatges principals, 103 estaven ocupats pels seus propietaris, 33 estaven llogats i ocupats pels llogaters i 1 estava cedit a títol gratuït; 2 tenien una cambra, 6 en tenien dues, 29 en tenien tres, 40 en tenien quatre i 60 en tenien cinc o més. 97 habitatges disposaven pel capbaix d'una plaça de pàrquing. A 58 habitatges hi havia un automòbil i a 64 n'hi havia dos o més.

### Piràmide de població

La piràmide de població per edats i sexe el 2009 era:
| Homes | Edats   | Dones |
| ----- | ------- | ----- |
| 0     | 95 o +  | 0     |
| 0     | 90 a 94 | 0     |
| 0     | 85 a 89 | 4     |
| 0     | 80 a 84 | 4     |
| 4     | 75 a 79 | 0     |
| 4     | 70 a 74 | 8     |
| 4     | 65 a 69 | 12    |
| 8     | 60 a 64 | 4     |
| 16    | 55 a 59 | 12    |
| 12    | 50 a 54 | 8     |
| 8     | 45 a 49 | 12    |
| 12    | 40 a 44 | 8     |
| 12    | 35 a 39 | 16    |
| 4     | 30 a 34 | 0     |
| 12    | 25 a 29 | 20    |
| 12    | 20 a 24 | 12    |
| 12    | 15 a 19 | 16    |
| 0     | 10 a 14 | 8     |
| 0     | 5 a 9   | 0     |
| 0     | 0 a 4   | 4     |

## Economia

El 2007 la població en edat de treballar era de 218 persones, 146 eren actives i 72 eren inactives. De les 146 persones actives 128 estaven ocupades (80 homes i 48 dones) i 18 estaven aturades (4 homes i 14 dones). De les 72 persones inactives 29 estaven jubilades, 11 estaven estudiant i 32 estaven classificades com a «altres inactius».

### Ingressos
El 2009 a Étinehem hi havia 143 unitats fiscals que integraven 365 persones, la mediana anual d'ingressos fiscals per persona era de 17.262 €.

### Activitats econòmiques

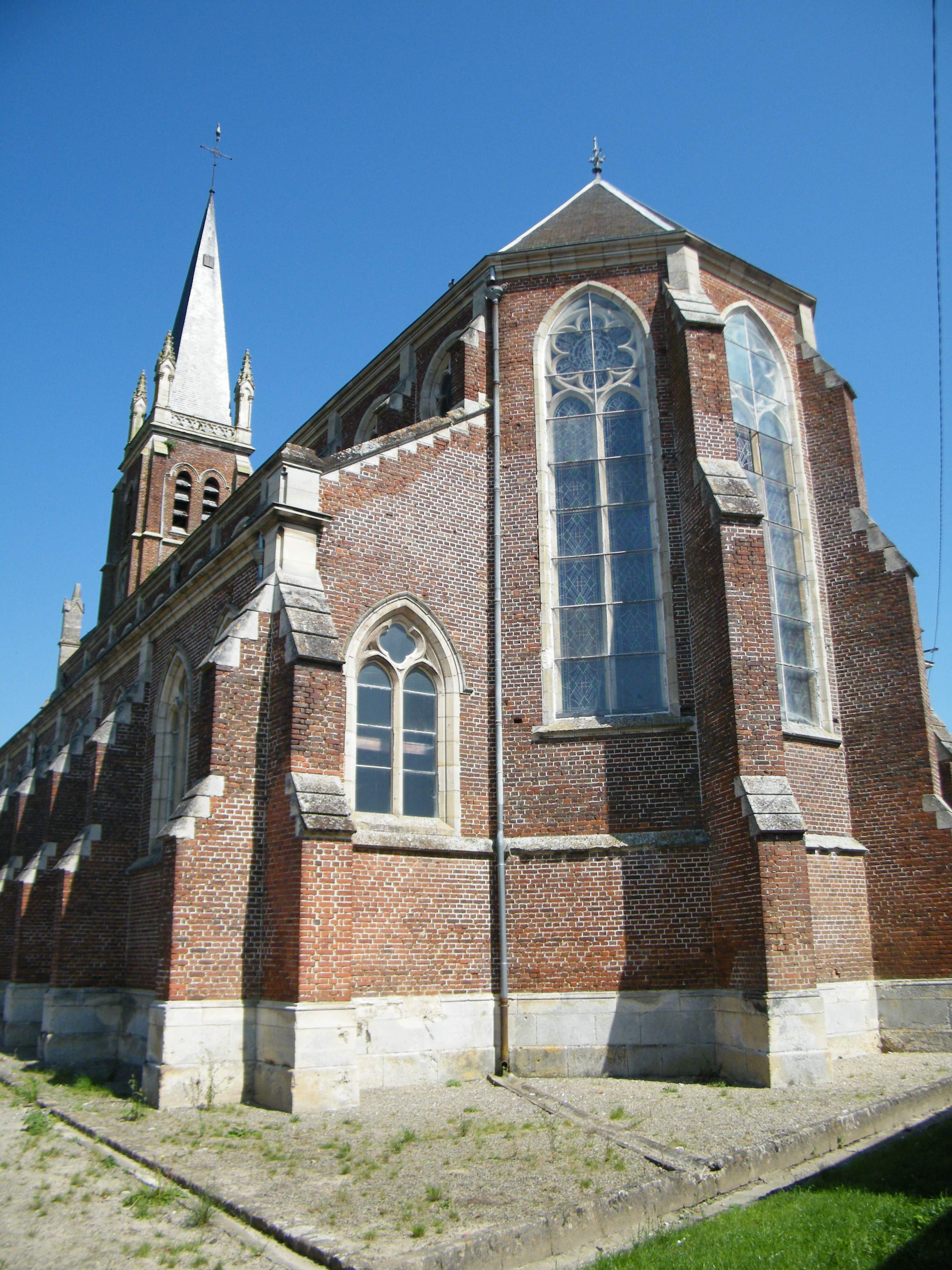

Dels 8 establiments que hi havia el 2007, 1 era d'una empresa de fabricació d'altres productes industrials, 1 d'una empresa de construcció, 2 d'empreses de comerç i reparació d'automòbils, 2 d'empreses d'hostatgeria i restauració, 1 d'una empresa immobiliària i 1 d'una empresa de serveis.
Dels 4 establiments de servei als particulars que hi havia el 2009, 2 eren tallers de reparació d'automòbils i de material agrícola, 1 lampisteria i 1 restaurant.
L'any 2000 a Étinehem hi havia 10 explotacions agrícoles que ocupaven un total de 553 hectàrees.

## Poblacions més properes
El següent diagrama mostra les poblacions més properes.